# گرینویچ ۲۸۳۰

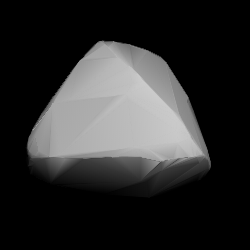
مدل محدب سه بعدی شکل ٢٨٣٠

سیارک ۲۸۳۰ (به انگلیسی: 2830 Greenwich، نامگذاری:1980GA) دو هزار و هشتصد و سیمین سیارک کشف شده‌است که در ۱۴ آوریل ۱۹۸۰ کشف شد.
قدر مطلق سیارک برابر ۱۲٫۶۴ است.